# Jelka (ime)
Jelka je žensko osebno ime.

## Izvor imena
Ime Jelka je tvorjenka  na -ka iz imen , ki imajo v svoji sestavi zlog Jel-, npr.: Danijela, Gabrijela, Jelena itd.

## Različice imena
Jela, Jelca, Jelenca, Jelenka, Jelica, Helena

## Pogostost imena
Po podatkih Statističnega urada Republike Slovenije je bilo na dan 31. decembra 2007 v Sloveniji število ženskih oseb z imenom Jelka: 2.715. Med vsemi ženskimi imeni pa je ime Jelka po pogostosti uporabe uvrščeno na 99. mesto.

## Osebni praznik
V koledarju se ime Jelka uvršča k imenu Helena; god lahko praznuje 15. aprila, 31. julija, 13. ali pa 18. avgusta.

## Zanimivost
Zanimiva je jludskoetimološka povezava imena Jelka z iglastim drevesom jélka, starinsko jéla. V zvezi s tem je tudi ime ženske osebe iz Jalnove knjige Bobri: Košata Jelka.